# Élections cantonales de 1992 dans les Ardennes
Les élections cantonales ont eu lieu les 22 et 29 mars 1992.
Lors de ces élections, 16 des 37 cantons des Ardennes ont été renouvelés. Elles ont vu la reconduction de la majorité RPR dirigée par Jacques Sourdille, président du conseil général depuis 1982.

## Résultats à l’échelle du département
Répartition départementale des résultats (2e tour).
- EXG (2,86 %)
- PCF (6,73 %)
- PS (17,25 %)
- Majorité (8,95 %)
- RPR (24,86 %)
- UDF (18,99 %)
- DVD (20,35 %)

| Étiquette      | Étiquette                          | Premier tour | Premier tour | Second tour | Second tour | Sièges |
| Étiquette      | Étiquette                          | Voix         | %            | Voix        | %           | Sièges |
| -------------- | ---------------------------------- | ------------ | ------------ | ----------- | ----------- | ------ |
|                | Parti socialiste                   | 9 074        | 16,71        | 8 000       | 17,25       | 0      |
|                | Parti communiste français          | 5 780        | 10,65        | 3 120       | 6,73        | 1      |
|                | Majorité présidentielle            | 4 099        | 7,55         | 4 151       | 8,95        | 2      |
|                | Extrême gauche                     | 866          | 1,60         | 1 328       | 2,86        | 0      |
| Gauche         | Gauche                             | 19 819       | 36,51        | 16 599      | 35,79       | 3      |
|                |                                    |              |              |             |             |        |
|                | Rassemblement pour la République   | 10 378       | 19,11        | 11 527      | 24,86       | 6      |
|                | Union pour la démocratie française | 8 886        | 16,37        | 8 806       | 18,99       | 5      |
|                | Divers droite                      | 8 839        | 16,28        | 9 434       | 20,35       | 4      |
|                | Front national                     | 4 634        | 8,54         |             |             |        |
| Droite         | Droite                             | 28 103       | 51,76        | 29 767      | 64,20       | 15     |
|                |                                    |              |              |             |             |        |
|                | Les Verts                          | 1 288        | 2,37         |             |             |        |
|                | Génération écologie                | 449          | 0,83         |             |             |        |
| Écologistes    | Écologistes                        | 6 371        | 11,74        |             |             |        |
|                |                                    |              |              |             |             |        |
| Inscrits       | Inscrits                           | 81 340       | 100,00       | 75 989      | 100,00      |        |
| Abstention     | Abstention                         | 23 831       | 29,30        | 26 175      | 34,45       |        |
| Votants        | Votants                            | 57 509       | 70,70        | 49 814      | 65,55       |        |
| Blancs et nuls | Blancs et nuls                     | 3 216        | 5,59         | 3 448       | 6,92        |        |
| Exprimés       | Exprimés                           | 54 293       | 94,41        | 46 366      | 93,08       |        |

## Résultats par canton

### Canton de Fumay
| Candidats      | Candidats          | Étiquette      | Premier tour | Premier tour | Second tour | Second tour |
| Candidats      | Candidats          | Étiquette      | Voix         | %            | Voix        | %           |
| -------------- | ------------------ | -------------- | ------------ | ------------ | ----------- | ----------- |
|                | Bernard Auburtin*  | RPR            | 1 419        | 42,86        | 1 748       | 52,76       |
|                | Jean Blanchemanche | PS             | 1 155        | 34,88        | 1 565       | 47,24       |
|                | Pascal Hennequin   | FN             | 351          | 10,60        |             |             |
|                | Brigitte Brung     | PCF            | 207          | 6,25         |             |             |
|                | Philippe Gérard    | Verts          | 179          | 5,41         |             |             |
|                |                    |                |              |              |             |             |
| Inscrits       | Inscrits           | Inscrits       | 4 822        | 100,00       | 4 822       | 100,00      |
| Abstention     | Abstention         | Abstention     | 1 380        | 28,62        | 1 348       | 27,96       |
| Votants        | Votants            | Votants        | 3 442        | 71,38        | 3 474       | 72,04       |
| Blancs et nuls | Blancs et nuls     | Blancs et nuls | 131          | 3,81         | 161         | 4,63        |
| Exprimés       | Exprimés           | Exprimés       | 3 311        | 96,19        | 3 313       | 95,37       |

*sortant

### Canton de Juniville
| Candidats      | Candidats          | Étiquette      | Premier tour | Premier tour | Second tour | Second tour |
| Candidats      | Candidats          | Étiquette      | Voix         | %            | Voix        | %           |
| -------------- | ------------------ | -------------- | ------------ | ------------ | ----------- | ----------- |
|                | Edouard Noël       | RPR            | 1 006        | 48,44        | 1 244       | 100,00      |
|                | Emile Lescieux*    | UDF            | 718          | 34,57        | Retrait     | Retrait     |
|                | Eliane Fleury      | PS             | 244          | 11,75        |             |             |
|                | Michele Barthelemy | PCF            | 109          | 5,25         |             |             |
|                |                    |                |              |              |             |             |
| Inscrits       | Inscrits           | Inscrits       | 2 995        | 100,00       | 2 994       | 100,00      |
| Abstention     | Abstention         | Abstention     | 806          | 26,91        | 1 431       | 47,80       |
| Votants        | Votants            | Votants        | 2 189        | 73,09        | 1 563       | 52,20       |
| Blancs et nuls | Blancs et nuls     | Blancs et nuls | 112          | 5,12         | 319         | 20,41       |
| Exprimés       | Exprimés           | Exprimés       | 2077         | 94,88        | 1244        | 79,59       |

*sortant

### Canton de Machault
| Candidats      | Candidats           | Étiquette      | Premier tour | Premier tour |
| Candidats      | Candidats           | Étiquette      | Voix         | %            |
| -------------- | ------------------- | -------------- | ------------ | ------------ |
|                | Denis Defforges*    | RPR            | 914          | 85,82        |
|                | René Didier-Laurent | PCF            | 151          | 14,18        |
|                |                     |                |              |              |
| Inscrits       | Inscrits            | Inscrits       | 1 647        | 100,00       |
| Abstention     | Abstention          | Abstention     | 378          | 22,95        |
| Votants        | Votants             | Votants        | 1 269        | 77,05        |
| Blancs et nuls | Blancs et nuls      | Blancs et nuls | 204          | 16,08        |
| Exprimés       | Exprimés            | Exprimés       | 1 065        | 83,92        |

*sortant

### Canton de Montherme
| Candidats      | Candidats        | Étiquette      | Premier tour | Premier tour | Second tour | Second tour |
| Candidats      | Candidats        | Étiquette      | Voix         | %            | Voix        | %           |
| -------------- | ---------------- | -------------- | ------------ | ------------ | ----------- | ----------- |
|                | René Visse*      | PCF            | 2 386        | 36,04        | 3 120       | 58,87       |
|                | Lionel Ladouce   | PS             | 1 340        | 20,24        | Retrait     | Retrait     |
|                | Philippe Mathot  | UDF            | 1 242        | 18,76        | 2 180       | 41,13       |
|                | Philippe Vuilque | PS             | 870          | 13,14        |             |             |
|                | Patricia Fabrizi | FN             | 783          | 11,83        |             |             |
|                |                  |                |              |              |             |             |
| Inscrits       | Inscrits         | Inscrits       | 10 123       | 100,00       | 9 229       | 100,00      |
| Abstention     | Abstention       | Abstention     | 3 124        | 30,86        | 3 539       | 38,35       |
| Votants        | Votants          | Votants        | 6 999        | 69,14        | 5 690       | 61,65       |
| Blancs et nuls | Blancs et nuls   | Blancs et nuls | 378          | 5,40         | 390         | 6,85        |
| Exprimés       | Exprimés         | Exprimés       | 6 621        | 94,60        | 5 300       | 93,15       |

*sortant

### Canton de Monthois
| Candidats      | Candidats          | Étiquette      | Premier tour | Premier tour | Second tour | Second tour |
| Candidats      | Candidats          | Étiquette      | Voix         | %            | Voix        | %           |
| -------------- | ------------------ | -------------- | ------------ | ------------ | ----------- | ----------- |
|                | Patrice Groff      | DVD            | 364          | 20,99        | 596         | 33,41       |
|                | Jean-Marie Labbe   | DVD            | 360          | 20,76        | 489         | 27,41       |
|                | Hubert Merlhès*    | UDF            | 334          | 19,26        | 404         | 22,65       |
|                | Renée Marchal      | DVD            | 232          | 13,38        | 295         | 16,54       |
|                | Thierry Deglaire   | PS             | 216          | 12,46        |             |             |
|                | Dominique Mainsant | DVD            | 206          | 11,88        |             |             |
|                | Alain Perrin       | PCF            | 22           | 1,27         |             |             |
|                |                    |                |              |              |             |             |
| Inscrits       | Inscrits           | Inscrits       | 2 286        | 100,00       | 2 285       | 100,00      |
| Abstention     | Abstention         | Abstention     | 481          | 21,04        | 461         | 20,18       |
| Votants        | Votants            | Votants        | 1 805        | 78,96        | 1 824       | 79,82       |
| Blancs et nuls | Blancs et nuls     | Blancs et nuls | 71           | 3,93         | 40          | 2,19        |
| Exprimés       | Exprimés           | Exprimés       | 1 734        | 96,07        | 1 784       | 97,81       |

*sortant

### Canton de Nouzonville
| Candidats      | Candidats            | Étiquette      | Premier tour | Premier tour | Second tour | Second tour |
| Candidats      | Candidats            | Étiquette      | Voix         | %            | Voix        | %           |
| -------------- | -------------------- | -------------- | ------------ | ------------ | ----------- | ----------- |
|                | Gilbert Charbonnelle | RPR            | 792          | 19,09        | 1 560       | 45,27       |
|                | Guy Istace           | PS             | 680          | 16,39        | 1 886       | 54,73       |
|                | Jean-Pol Bois        | PCF            | 629          | 15,16        | Retrait     | Retrait     |
|                | Roland Blanchard     | PS             | 592          | 14,27        |             |             |
|                | Michel Dierckens     | FN             | 571          | 13,77        |             |             |
|                | Michel Naessens      | DVD            | 415          | 10,00        |             |             |
|                | Jean-Michel Bardeau  | EXG            | 245          | 5,91         |             |             |
|                | René Pouydesseau     | DVD            | 224          | 5,40         |             |             |
|                |                      |                |              |              |             |             |
| Inscrits       | Inscrits             | Inscrits       | 6 170        | 100,00       | 6 170       | 100,00      |
| Abstention     | Abstention           | Abstention     | 1 830        | 29,66        | 2 355       | 38,17       |
| Votants        | Votants              | Votants        | 4 340        | 70,34        | 3 815       | 61,83       |
| Blancs et nuls | Blancs et nuls       | Blancs et nuls | 192          | 4,42         | 369         | 9,67        |
| Exprimés       | Exprimés             | Exprimés       | 4 148        | 95,58        | 3 446       | 90,33       |

### Canton de Novion-Porcien
| Candidats      | Candidats                 | Étiquette      | Premier tour | Premier tour | Second tour | Second tour |
| Candidats      | Candidats                 | Étiquette      | Voix         | %            | Voix        | %           |
| -------------- | ------------------------- | -------------- | ------------ | ------------ | ----------- | ----------- |
|                | Bernard Pinteaux          | DVD            | 534          | 23,79        | 744         | 32,67       |
|                | Jean-François Leclet      | UDF            | 478          | 21,29        | 1 034       | 45,41       |
|                | Maurice Jeannelle         | UDF            | 430          | 19,15        | 499         | 21,91       |
|                | Bernard Nivelle           | UDF            | 309          | 13,76        |             |             |
|                | Alain Janon               | PCF            | 158          | 7,04         |             |             |
|                | Bruno Thierion de Monclin | RPR            | 145          | 6,46         |             |             |
|                | Jean-Louis Linette        | DVD            | 111          | 4,94         |             |             |
|                | Marcel Faroux             | DVD            | 80           | 3,56         |             |             |
|                |                           |                |              |              |             |             |
| Inscrits       | Inscrits                  | Inscrits       | 3 305        | 100,00       | 3 304       | 100,00      |
| Abstention     | Abstention                | Abstention     | 895          | 27,08        | 926         | 28,03       |
| Votants        | Votants                   | Votants        | 2 410        | 72,92        | 2 378       | 72,97       |
| Blancs et nuls | Blancs et nuls            | Blancs et nuls | 165          | 6,85         | 101         | 4,25        |
| Exprimés       | Exprimés                  | Exprimés       | 2 245        | 93,15        | 2 277       | 95,75       |

### Canton d'Omont
| Candidats      | Candidats            | Étiquette      | Premier tour | Premier tour |
| Candidats      | Candidats            | Étiquette      | Voix         | %            |
| -------------- | -------------------- | -------------- | ------------ | ------------ |
|                | René Chevalier*      | UDF            | 810          | 64,96        |
|                | Jean-Marie Gobillard | RPR            | 368          | 29,51        |
|                | Fabien Warnet        | PCF            | 69           | 5,53         |
|                |                      |                |              |              |
| Inscrits       | Inscrits             | Inscrits       | 1 717        | 100,00       |
| Abstention     | Abstention           | Abstention     | 387          | 22,54        |
| Votants        | Votants              | Votants        | 1 330        | 77,46        |
| Blancs et nuls | Blancs et nuls       | Blancs et nuls | 83           | 6,24         |
| Exprimés       | Exprimés             | Exprimés       | 1 247        | 93,76        |

*sortant

### Canton de Raucourt-et-Flaba
| Candidats      | Candidats           | Étiquette      | Premier tour | Premier tour | Second tour | Second tour |
| Candidats      | Candidats           | Étiquette      | Voix         | %            | Voix        | %           |
| -------------- | ------------------- | -------------- | ------------ | ------------ | ----------- | ----------- |
|                | Francois Guillaume* | DVD            | 705          | 35,14        | 806         | 40,10       |
|                | Jean Somson         | PS             | 491          | 24,48        | 833         | 41,44       |
|                | Norbert Di-Fant     | PS             | 299          | 14,91        | 371         | 18,46       |
|                | Guy Hannesse        | Verts          | 194          | 9,67         |             |             |
|                | Roland Mouton       | PCF            | 173          | 8,62         |             |             |
|                | Jackie Druart       | DVD            | 144          | 7,18         |             |             |
|                |                     |                |              |              |             |             |
| Inscrits       | Inscrits            | Inscrits       | 2 948        | 100,00       | 2 948       | 100,00      |
| Abstention     | Abstention          | Abstention     | 765          | 25,95        | 843         | 28,60       |
| Votants        | Votants             | Votants        | 2 183        | 74,05        | 2 105       | 71,40       |
| Blancs et nuls | Blancs et nuls      | Blancs et nuls | 177          | 8,11         | 95          | 4,51        |
| Exprimés       | Exprimés            | Exprimés       | 2 006        | 91,89        | 2 010       | 95,49       |

*sortant

### Canton de Renwez
| Candidats      | Candidats             | Étiquette      | Premier tour | Premier tour | Second tour | Second tour |
| Candidats      | Candidats             | Étiquette      | Voix         | %            | Voix        | %           |
| -------------- | --------------------- | -------------- | ------------ | ------------ | ----------- | ----------- |
|                | Jeanine Vastine-Diot* | RPR            | 1 503        | 42,77        | 1 880       | 56,05       |
|                | Gérard Drumel         | PS             | 1 198        | 34,09        | 1 474       | 43,95       |
|                | Jean-Pierre Leroy     | FN             | 400          | 11,38        |             |             |
|                | Philippe Lenice       | Verts          | 240          | 6,83         |             |             |
|                | Michelle Sarrazin     | PCF            | 173          | 4,92         |             |             |
|                |                       |                |              |              |             |             |
| Inscrits       | Inscrits              | Inscrits       | 4 806        | 100,00       | 4 805       | 100,00      |
| Abstention     | Abstention            | Abstention     | 1 159        | 24,12        | 1 285       | 26,74       |
| Votants        | Votants               | Votants        | 3 647        | 75,88        | 3 520       | 73,26       |
| Blancs et nuls | Blancs et nuls        | Blancs et nuls | 133          | 3,65         | 166         | 4,72        |
| Exprimés       | Exprimés              | Exprimés       | 3 514        | 96,35        | 3 354       | 95,28       |

*sortant

### Canton de Rethel
| Candidats      | Candidats        | Étiquette      | Premier tour | Premier tour | Second tour | Second tour |
| Candidats      | Candidats        | Étiquette      | Voix         | %            | Voix        | %           |
| -------------- | ---------------- | -------------- | ------------ | ------------ | ----------- | ----------- |
|                | Michel Vuibert   | UDF            | 2 720        | 44,66        | 3 189       | 63,56       |
|                | Joseph Afribo    | RPR            | 1 045        | 17,16        | 1 828       | 36,44       |
|                | Serge Platel     | PS             | 894          | 14,68        |             |             |
|                | Robert Marcy     | DVD            | 666          | 10,94        |             |             |
|                | Jacques Tourtaux | PCF            | 387          | 6,35         |             |             |
|                | Edmond Geronde   | FN             | 378          | 6,21         |             |             |
|                |                  |                |              |              |             |             |
| Inscrits       | Inscrits         | Inscrits       | 9 357        | 100,00       | 9 356       | 100,00      |
| Abstention     | Abstention       | Abstention     | 2 962        | 31,66        | 3 682       | 39,35       |
| Votants        | Votants          | Votants        | 6 395        | 68,34        | 5 674       | 60,65       |
| Blancs et nuls | Blancs et nuls   | Blancs et nuls | 305          | 4,77         | 657         | 11,58       |
| Exprimés       | Exprimés         | Exprimés       | 6 090        | 95,23        | 5 017       | 88,42       |

### Canton de Rumigny
| Candidats      | Candidats        | Étiquette      | Premier tour | Premier tour | Second tour | Second tour |
| Candidats      | Candidats        | Étiquette      | Voix         | %            | Voix        | %           |
| -------------- | ---------------- | -------------- | ------------ | ------------ | ----------- | ----------- |
|                | Xavier Coffart   | UDF            | 1 187        | 46,94        | 1 500       | 56,71       |
|                | Raymond Dervin*  | PS             | 969          | 38,32        | 1 145       | 43,29       |
|                | Patrick Demorgny | FN             | 273          | 10,79        |             |             |
|                | Patrick Demorat  | PCF            | 100          | 3,95         |             |             |
|                |                  |                |              |              |             |             |
| Inscrits       | Inscrits         | Inscrits       | 3 397        | 100,00       | 3 396       | 100,00      |
| Abstention     | Abstention       | Abstention     | 764          | 22,49        | 683         | 20,11       |
| Votants        | Votants          | Votants        | 2 633        | 77,51        | 2 713       | 79,89       |
| Blancs et nuls | Blancs et nuls   | Blancs et nuls | 104          | 3,95         | 68          | 2,51        |
| Exprimés       | Exprimés         | Exprimés       | 2 529        | 96,05        | 2 645       | 97,49       |

*sortant

### Canton de Sedan-Nord
| Candidats      | Candidats             | Étiquette      | Premier tour | Premier tour | Second tour | Second tour |
| Candidats      | Candidats             | Étiquette      | Voix         | %            | Voix        | %           |
| -------------- | --------------------- | -------------- | ------------ | ------------ | ----------- | ----------- |
|                | Daniel Jacquemin*     | RPR            | 1 611        | 37,58        | 2 187       | 58,70       |
|                | Dominique Billaudelle | PS             | 998          | 23,28        | 1 539       | 41,30       |
|                | Anne-Marie Delbe      | FN             | 634          | 14,79        |             |             |
|                | Thierry Fourniret     | Verts          | 425          | 9,91         |             |             |
|                | Régine Henry          | PCF            | 319          | 7,44         |             |             |
|                | Jean-Claude Georges   | PS             | 300          | 7,00         |             |             |
|                |                       |                |              |              |             |             |
| Inscrits       | Inscrits              | Inscrits       | 7 197        | 100,00       | 7 197       | 100,00      |
| Abstention     | Abstention            | Abstention     | 2 621        | 36,42        | 3 114       | 43,27       |
| Votants        | Votants               | Votants        | 4 576        | 63,58        | 4 083       | 56,73       |
| Blancs et nuls | Blancs et nuls        | Blancs et nuls | 289          | 6,32         | 357         | 8,74        |
| Exprimés       | Exprimés              | Exprimés       | 4 287        | 93,68        | 3 726       | 91,26       |

*sortant

### Canton de Sedan-Est
| Candidats      | Candidats       | Étiquette      | Premier tour | Premier tour | Second tour | Second tour |
| Candidats      | Candidats       | Étiquette      | Voix         | %            | Voix        | %           |
| -------------- | --------------- | -------------- | ------------ | ------------ | ----------- | ----------- |
|                | Pierre Sulfourt | DVD            | 1 649        | 30,27        | 2 648       | 53,77       |
|                | Claude Georgin  | PS             | 1 363        | 25,02        | 2 277       | 46,23       |
|                | Jean Aubert     | FN             | 793          | 14,56        |             |             |
|                | Claude Soulet   | PCF            | 522          | 9,58         |             |             |
|                | Bruno Lemoine   | GE             | 449          | 8,24         |             |             |
|                | Joël Lahire     | RPR            | 422          | 7,75         |             |             |
|                | Pascal Lebeon   | Verts          | 250          | 4,59         |             |             |
|                |                 |                |              |              |             |             |
| Inscrits       | Inscrits        | Inscrits       | 9 045        | 100,00       | 9 045       | 100,00      |
| Abstention     | Abstention      | Abstention     | 3 252        | 35,95        | 3 756       | 41,53       |
| Votants        | Votants         | Votants        | 5 793        | 64,05        | 5 289       | 58,47       |
| Blancs et nuls | Blancs et nuls  | Blancs et nuls | 345          | 5,96         | 364         | 6,88        |
| Exprimés       | Exprimés        | Exprimés       | 5 448        | 94,04        | 4 925       | 93,12       |

### Canton de Signy-l'Abbaye
| Candidats      | Candidats       | Étiquette      | Premier tour | Premier tour | Second tour | Second tour |
| Candidats      | Candidats       | Étiquette      | Voix         | %            | Voix        | %           |
| -------------- | --------------- | -------------- | ------------ | ------------ | ----------- | ----------- |
|                | Pierre Faille*  | DVD            | 880          | 43,03        | 1 110       | 52,66       |
|                | Catherine Groud | DVD            | 731          | 35,75        | 998         | 47,34       |
|                | Yves Roger      | PS             | 248          | 12,13        |             |             |
|                | Robert Mahy     | PCF            | 98           | 4,79         |             |             |
|                | Michel Voivret  | DVD            | 88           | 4,30         |             |             |
|                |                 |                |              |              |             |             |
| Inscrits       | Inscrits        | Inscrits       | 2 867        | 100,00       | 2 866       | 100,00      |
| Abstention     | Abstention      | Abstention     | 691          | 24,10        | 666         | 23,24       |
| Votants        | Votants         | Votants        | 2 176        | 75,90        | 2 200       | 76,76       |
| Blancs et nuls | Blancs et nuls  | Blancs et nuls | 131          | 6,02         | 92          | 4,18        |
| Exprimés       | Exprimés        | Exprimés       | 2 045        | 93,98        | 2 108       | 95,82       |

*sortant

### Canton de Signy-le-Petit
| Candidats      | Candidats       | Étiquette      | Premier tour | Premier tour | Second tour | Second tour |
| Candidats      | Candidats       | Étiquette      | Voix         | %            | Voix        | %           |
| -------------- | --------------- | -------------- | ------------ | ------------ | ----------- | ----------- |
|                | Abel Noreck*    | PS             | 773          | 40,58        | 1 061       | 49,56       |
|                | Benoit Huré     | RPR            | 728          | 38,22        | 1 080       | 50,44       |
|                | Line Chateau    | FN             | 157          | 8,24         |             |             |
|                | Pascal Didier   | DVD            | 152          | 7,98         |             |             |
|                | Michel Marechal | PCF            | 95           | 4,99         |             |             |
|                |                 |                |              |              |             |             |
| Inscrits       | Inscrits        | Inscrits       | 2 825        | 100,00       | 2 825       | 100,00      |
| Abstention     | Abstention      | Abstention     | 817          | 28,92        | 643         | 22,76       |
| Votants        | Votants         | Votants        | 2 008        | 71,08        | 2 182       | 77,24       |
| Blancs et nuls | Blancs et nuls  | Blancs et nuls | 103          | 5,13         | 41          | 1,88        |
| Exprimés       | Exprimés        | Exprimés       | 1 905        | 94,87        | 2 141       | 98,12       |

*sortant

### Canton de Tourteron
| Candidats      | Candidats              | Étiquette      | Premier tour | Premier tour |
| Candidats      | Candidats              | Étiquette      | Voix         | %            |
| -------------- | ---------------------- | -------------- | ------------ | ------------ |
|                | Gilbert Erhard-Bouvry* | UDF            | 658          | 84,04        |
|                | Bosko Herman           | PS             | 82           | 10,47        |
|                | Georges Molion         | PCF            | 43           | 5,49         |
|                |                        |                |              |              |
| Inscrits       | Inscrits               | Inscrits       | 1 086        | 100,00       |
| Abstention     | Abstention             | Abstention     | 220          | 20,26        |
| Votants        | Votants                | Votants        | 866          | 79,74        |
| Blancs et nuls | Blancs et nuls         | Blancs et nuls | 83           | 9,58         |
| Exprimés       | Exprimés               | Exprimés       | 783          | 90,42        |

*sortant

### Canton de Vouziers
| Candidats      | Candidats         | Étiquette      | Premier tour | Premier tour | Second tour | Second tour |
| Candidats      | Candidats         | Étiquette      | Voix         | %            | Voix        | %           |
| -------------- | ----------------- | -------------- | ------------ | ------------ | ----------- | ----------- |
|                | René Marquet*     | DVD            | 969          | 29,93        | 1 748       | 56,83       |
|                | Raymond Goury     | EXG            | 621          | 19,18        | 1 328       | 43,17       |
|                | Albert Peirano    | PS             | 461          | 14,24        |             |             |
|                | Jean-Pol Richelet | RPR            | 425          | 13,13        |             |             |
|                | Marcel Lemoine    | DVD            | 329          | 10,16        |             |             |
|                | Christophe Herbin | FN             | 294          | 9,08         |             |             |
|                | Serge Pagnier     | PCF            | 139          | 4,29         |             |             |
|                |                   |                |              |              |             |             |
| Inscrits       | Inscrits          | Inscrits       | 4 747        | 100,00       | 4 747       | 100,00      |
| Abstention     | Abstention        | Abstention     | 1 299        | 27,36        | 1 443       | 30,40       |
| Votants        | Votants           | Votants        | 3 448        | 72,64        | 3 304       | 69,60       |
| Blancs et nuls | Blancs et nuls    | Blancs et nuls | 210          | 6,09         | 228         | 6,90        |
| Exprimés       | Exprimés          | Exprimés       | 3 238        | 93,91        | 3 076       | 93,10       |

*sortant